# Maniadrive
Maniadrive es un videojuego open source tipo arcade, clon de Trackmania. Está distribuido bajo la licencia GPL y suele estar incorporado en los repositorios de las principales distribuciones Linux. Permite dos modalidades de juego, una en modo local, usando las pistas que incorpora el paquete instalado y otra con conexión en línea a la Internet, donde pueden elegirse variedad de pistas extra. El objetivo del juego consiste en conducir un utilitario por pistas acrobáticas en un tiempo límite para poder pasar al siguiente nivel. Incorpora una banda sonora y está desarrollado con un motor de renderizado por software basado en el motor Open dynamics.
Se encuentra disponible en formato binario para sistemas operativos GNU/Linux y Microsoft Windows, así como la distribución de su código fuente para modificarlo o compilarlo.